# JS Saoura
El Jeunesse Sportive de la Saoura (en árabe: الشبيبة الرياضية للساورة‎), conocido comúnmente como JS Saoura, es un club de fútbol profesional de Meridja en Argelia. Su estadio es Stade 20 Août 1955.

## Palmarés
- Ligue Nationale (Groupe Centre-Ouest) (1): 2010–11
- Ligue Inter-Régions (Groupe Ouest) (1): 2009–10
- Ligue Régional I (Groupe Bechar) (1): 2008–09

## Actuaciones en competiciones de la CAF
| Temporada | Torneo                       | Ronda          | Club               | Casa | Visita | Global   |
| --------- | ---------------------------- | -------------- | ------------------ | ---- | ------ | -------- |
| 2017      | Liga de Campeones de la CAF  | Preliminar     | Enugu Rangers      | 1-1  | 0-0    | 1-1 (a)  |
| 2018/19   | Liga de Campeones de la CAF  | Preliminar     | SC Gagnoa          | 2-0  | 0-0    | 2-0      |
| 2018/19   | Liga de Campeones de la CAF  | 1              | Ittihad Tanger     | 2-0  | 0-1    | 2-1      |
| 2018/19   | Liga de Campeones de la CAF  | Fase de grupos | Al-Ahly SC         | 1-1  | 0-3    | 3º Lugar |
| 2018/19   | Liga de Campeones de la CAF  | Fase de grupos | Simba SC           | 2-0  | 0-3    | 3º Lugar |
| 2018/19   | Liga de Campeones de la CAF  | Fase de grupos | AS Vita Club       | 1-0  | 2-2    | 3º Lugar |
| 2021/22   | Copa Confederación de la CAF | 2              | ASAC Concorde      | 1-1  | 2-1    | 3-2      |
| 2021/22   | Copa Confederación de la CAF | Playoff        | Hearts of Oak      | 4-0  | 0-2    | 4-2      |
| 2021/22   | Copa Confederación de la CAF | Fase de grupos | Orlando Pirates    | 0-2  | 0-2    | 3° Lugar |
| 2021/22   | Copa Confederación de la CAF | Fase de grupos | Al-Ittihad Tripoli | 1-0  | 1-1    | 3° Lugar |
| 2021/22   | Copa Confederación de la CAF | Fase de grupos | Royal Leopards     | 2-0  | 2-0    | 3° Lugar |
| 2022/23   | Copa Confederación de la CAF | 2              | SC Gagnoa          | 0-0  | 0-1    | 0-1      |